# Dơi nếp mũi xám
Dơi nếp mũi xám hay Dơi mũi xám  (danh pháp khoa học: Hipposideros larvatus) là loài động vật có vú trong họ Dơi nếp mũi, bộ Dơi. Loài này được Horsfield mô tả năm 1823.

## Hình ảnh

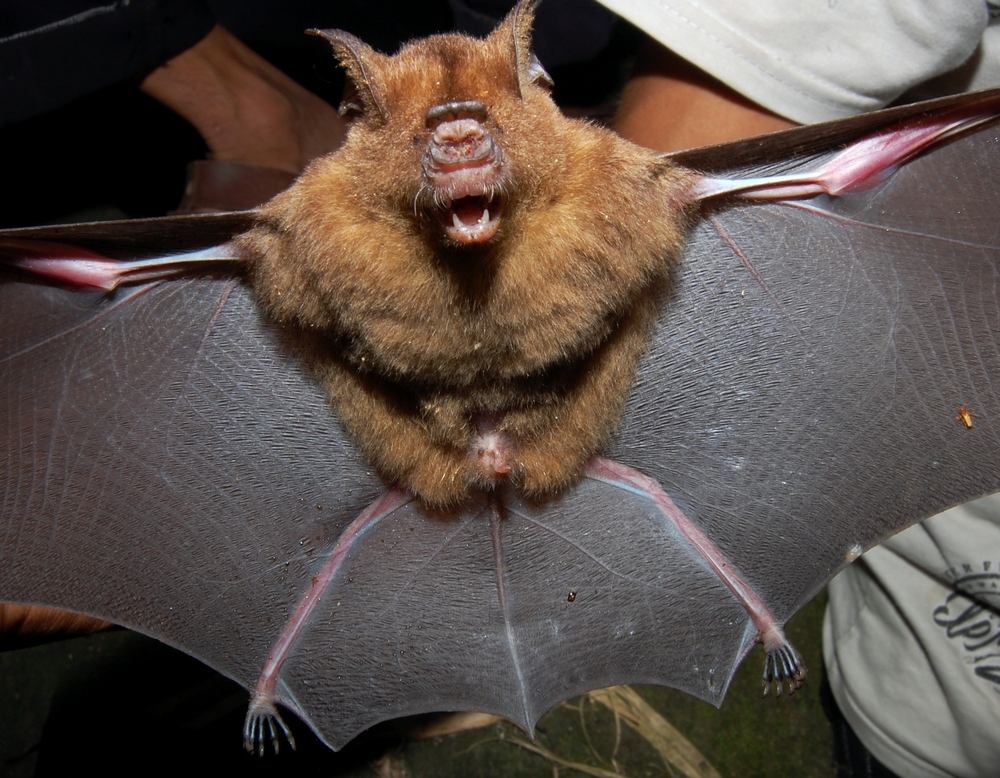
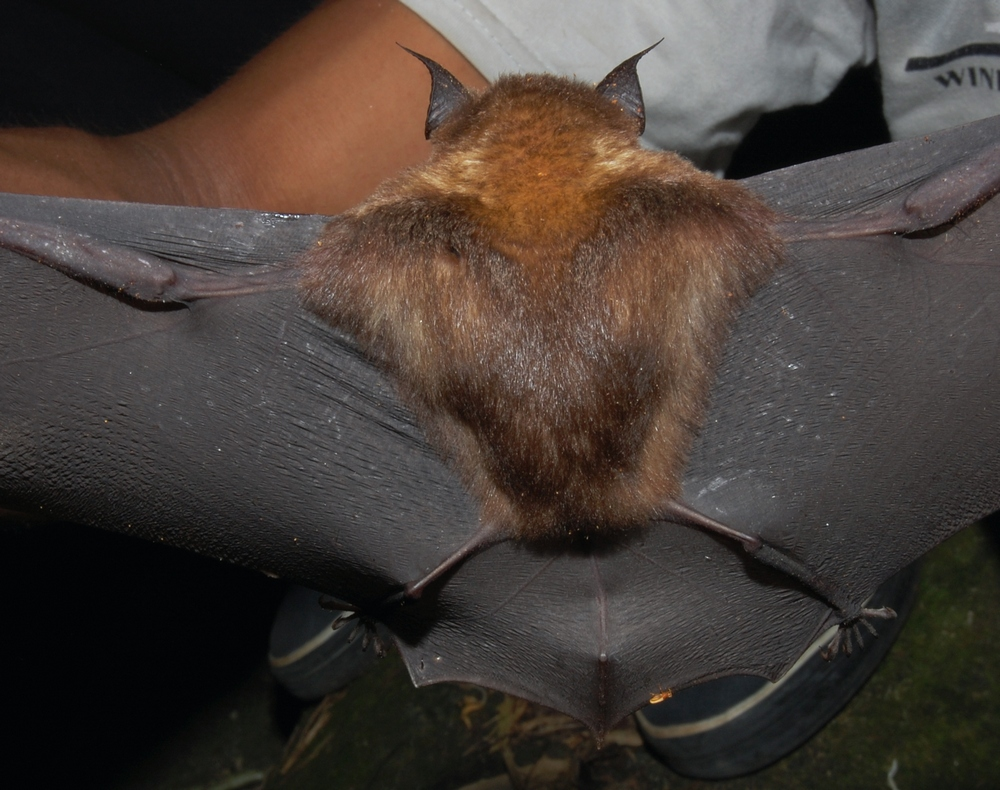
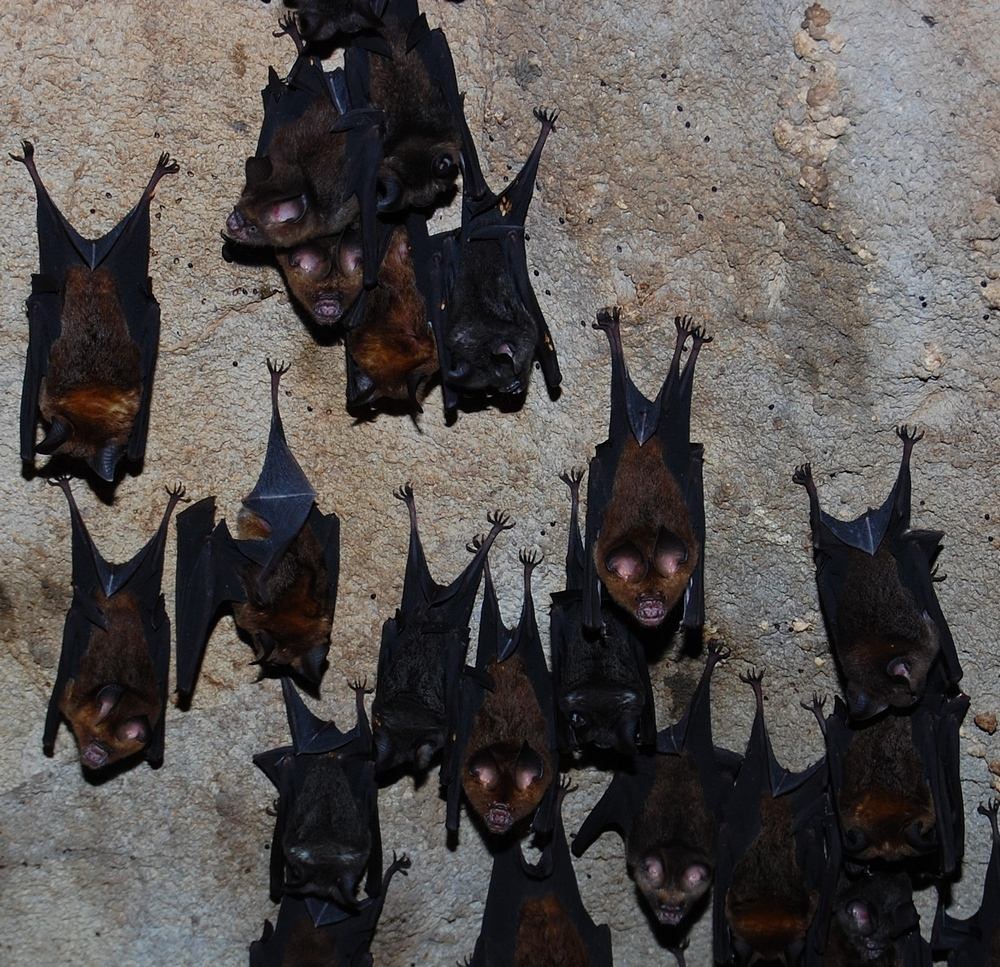